# Pugiliste des Thermes
Le pugiliste ou boxeur des Thermes est une sculpture grecque antique en bronze mesurant 128 cm de hauteur, datée de la seconde moitié du IVe siècle av. J.-C. et attribuée à Lysippe ou à son cercle immédiat. Trouvée enterrée sur les pentes du mont Quirinal à Rome en 1885, elle ornait probablement les thermes de Constantin pendant l'Antiquité. Elle est actuellement conservée au palais Massimo des Thermes dépendant du musée national romain.
Le boxeur des Thermes est l'un des plus beaux exemples de sculpture en bronze qui nous soient parvenus de l'Antiquité. Les statues en bronze de cette période sont rares, car elles sont facilement fondues pour être transformées en de nouveaux objets. L'œuvre est parfaitement représentative de l'art grec hellénistique qui s'éloigne des représentations héroïques et idéalisées du corps pour traiter avec un plus grand réalisme l'expression des sentiments et de l'individualité.

## Découvertes archéologiques

### Dans Rome
Avant la découverte du Pugiliste en 1885, des milliers de sculptures avaient déjà été découvertes à Rome. À la fin du XIXe siècle, chaque projet de construction a été l'occasion de découvertes archéologiques.

### Sur les pentes du Quirinal

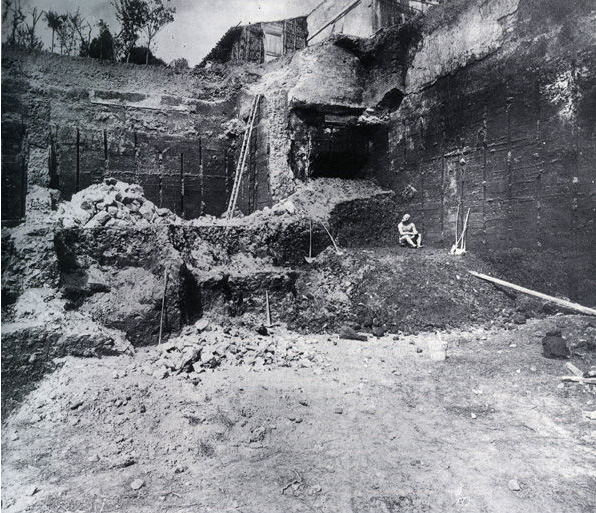
Lieu de découverte en 1885.

La statue est l’un des deux bronzes, l’autre étant le Prince hellénistique non identifié, découverts sur les pentes du Quirinal à un mois l'un de l'autre en 1885, probablement appartenant aux thermes de Constantin,. Même si jusqu'au milieu du XXe siècle, les deux statues de par leur similarité ont souvent été attribuées au même artiste, Brunilde Sismondo Ridgway propose de dissocier les deux statues et les études menées à la fin du XXe siècle suivent cette hypothèse,. Il semble toutefois que les deux statues aient été soigneusement enterrées pendant l'Antiquité après que les Goths eurent coupé les aqueducs qui alimentaient les différents thermes de Rome,. Ces thermes sont restés pour la plupart inutilisés jusqu'aux VIe-VIIe siècle, lorsque les pèlerins soignés à proximité dans le xenodochium de Santi Nereo ed Achilleo sont enterrés à l'emplacement des thermes lors de leur décès.
L'archéologue italien de la fin du XIXe et du début du XXe siècle, Rodolfo Lanciani, présent lors de la découverte de la sculpture, écrit :
« Au cours de ma longue carrière dans le domaine actif de l'archéologie, j'ai été témoin de nombreuses découvertes. J'ai connu surprise après surprise j'ai rencontré parfois et de façon inattendue de vrais chefs-d'œuvre, mais je n'ai jamais ressenti une impression aussi extraordinaire que celle créée par la vue de ce magnifique spécimen d'athlète semi-barbare, sortant lentement du sol, comme s'il sortait d'un long repos après ses combats sanglants. »

#### Datation et attribution

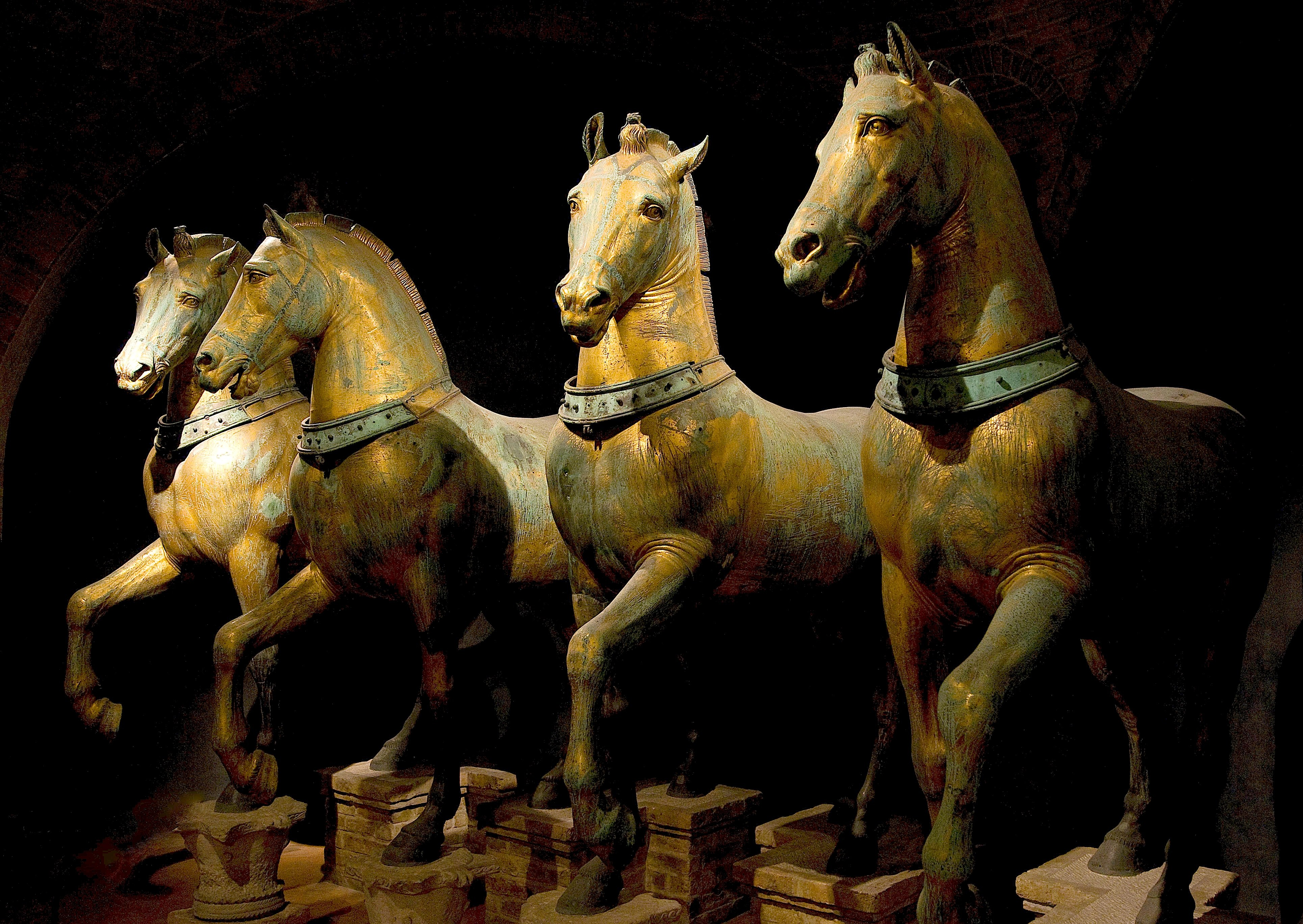
Chevaux de Saint-Marc, autre œuvre en bronze attribuée à Lysippe.

La statue porte des marques au niveau du gant de la main gauche, un temps interprétées comme la signature « Apollonios, fils de Nestor » — sculpteur grec actif au Ier siècle av. J.-C.,,. Brunilde Sismondo Ridgway, historienne de l'art italo-américaine, soutient cette hypothèse. Contestée par l'archéologue italienne Margherita Guarducci,, cette lecture est infirmée par un examen plus approfondi, qui montre qu'il n'y a pas d'inscription et qu'il s'agit en réalité de traces de corrosion du bronze. La position avec le haut du corps tourné et le mouvement ascendant de la tête sont également des caractéristiques de l'art grec à la fin du IVe siècle av. J.-C.. Amelia Arenas propose, quant à elle, une datation possible entre le IIIe et le IIe siècle av. J.-C..
D'un point de vue stylistique, le Pugiliste, avec sa musculature bien marquée et son rendu réaliste des blessures dues à la boxe, semble l'archétype du style hellénistique par sa recherche de naturalisme. Cependant, des considérations techniques et l'influence de Lysippe poussent des auteurs à voir dans la statue une œuvre du maître lui-même ou de son frère Lysistratos, célèbre pour son ingéniosité technique,.
Le milieu du pied gauche qui porte la lettre α (probablement pour ἀριστερός πούς « pied gauche ») est sans doute le poinçon de l'atelier ayant assuré la fonte. 
Depuis la découverte de la figure, de nombreuses interprétations du personnage représenté ont été développées. Il s'agit notamment de figures mythologiques, mais aussi d'athlètes célèbres, transmis par des sources écrites anciennes.

#### Restauration et exposition

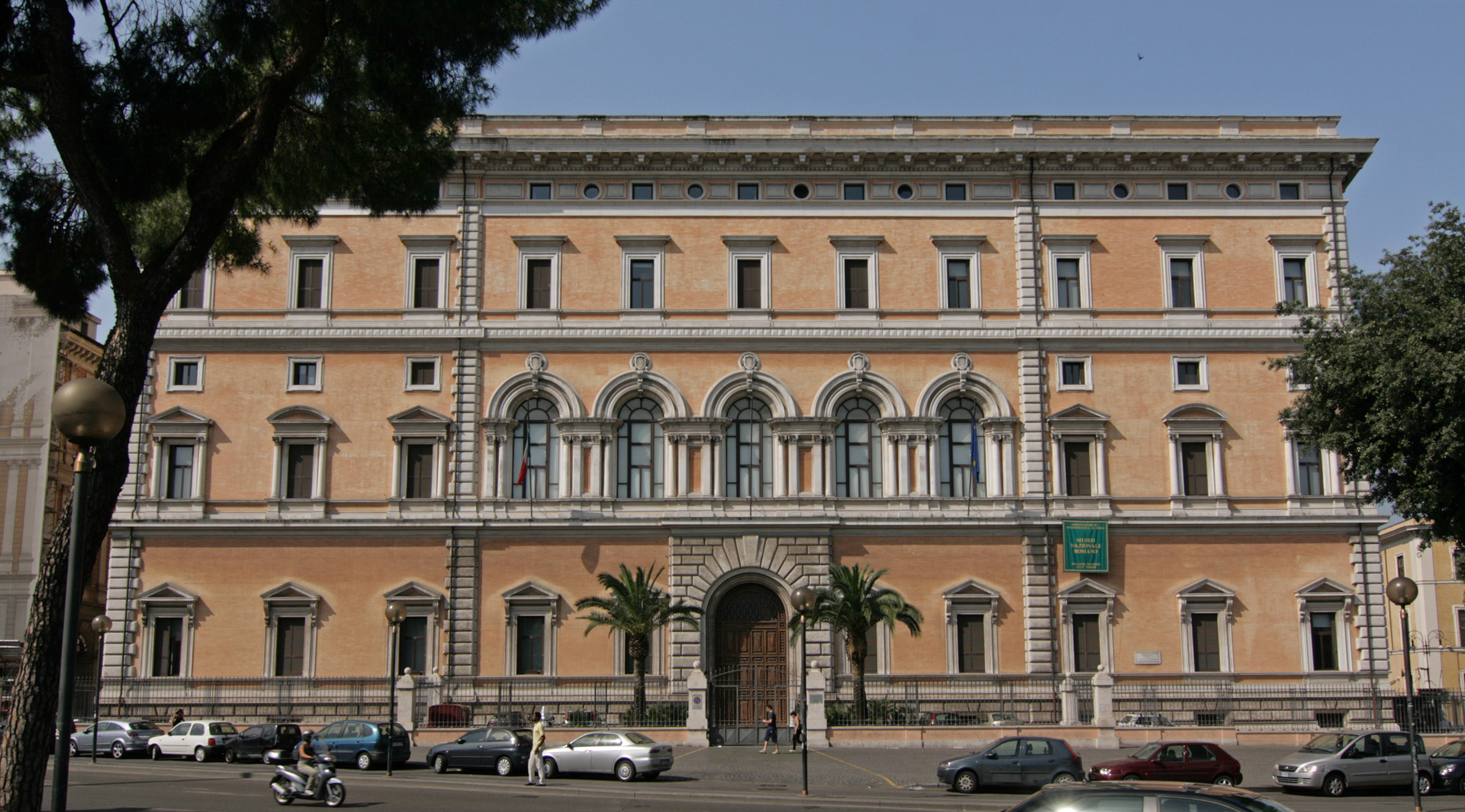
Lieu d'exposition depuis 2005.

En 1989, les deux bronzes sont restaurés par Nikolaus Himmelmann, en vue de leur exposition à l'Akademisches Kunstmuseum de Bonn.
La restauration effectuée entre 1984 et 1987 a permis de reconnaître dans l'œuvre des aspects techniques attribuables à la sphère classique. L'œuvre a été créée avec la technique de la fonte à la cire perdue et avec la méthode indirecte. La sculpture est un ensemble de huit segments. Les lèvres, les plaies et les cicatrices faciales ont été coulées séparément dans un alliage plus foncé ou du cuivre massif. Les orteils centraux des pieds ont également été coulés séparément (aspect technique déjà présent dans les Bronzes de Riace) pour permettre une modélisation plus précise des espaces interdigitaux. Il en va de même pour la calotte crânienne qui devait permettre l'insertion des yeux polychromes par l'intérieur.
De sa découverte jusqu'en 2005, le Pugiliste des Thermes est exposé aux thermes de Dioclétien avec le Prince hellénistique, une autre statue en bronze, puis transféré au palais Massimo des Thermes qui fait partie du musée national romain, qui va rester son lieu d'exposition définitif.
La statue est exposée pour la première fois aux États-Unis de juin à juillet 2013 au Metropolitan Museum of Art de New York dans le cadre de « l'Année de la culture italienne aux États-Unis »,.

## Description
Le pugiliste est une œuvre en bronze formée à partir de huit fragments réalisés séparément en utilisant le procédé de la cire perdue. Les joints sont limés pour être invisibles à l’œil. Les lèvres sont en cuivre massif.
La sculpture représente un pugiliste assis sur un rocher de plus de 120 cm, juste après un combat, qui tourne violemment la tête vers le haut,. Il a probablement perdu le combat car sa posture montre de l’abattement et de la fatigue, et semble regarder son adversaire qui serait debout. La position et le mouvement vers le haut de la tête sont des éléments artistiques de la fin du IVe siècle av. J.-C..
Le pugiliste porte un pagne et le corps ne porte pas de trace de blessures au bras, mais le visage est marqué par les coups : l'oreille est écrasée (oreille en chou-fleur), le nez cassé, la bouche suggère des dents cassées dans la partie supérieure de la mâchoire, les lèvres éclatées et le visage enflé porte des cicatrices,,. L’œil droit simule un hématome obtenu à partir d'un métal plus foncé. Les cheveux sur la tête et la barbe semblent huilées et bien coiffées. Le nez est brisé et déformé après une fracture de l'os nasal. Les joues comportent des cicatrices.
Les yeux sont petits et enfoncés, probablement à cause de l'exposition au soleil sur le terrain d'entraînement en extérieur et du recul subi lors des coups encaissés. Autour de ceux-ci, qui ont disparu, de nombreuses petites incrustations de cuivre rouge figurent le sang des blessures, ainsi que sur les doigts et la tête. Le mouvement de la tête fait également voleter des gouttelettes sur lesquelles se colle le sable du stade, d'où la présence aussi d'incrustations sur l'avant-bras et la cuisse droite,.
Les doigts et les orteils sont usés par le frottement réalisé par les passants dans les temps anciens. Les espaces entre les orteils centraux sont supprimés, technique courante à l'époque, afin de pouvoir mieux modeler cet espace. Les ongles des doigts des mains sont apparents et les articulations sont visibles jusqu'aux poignets.
Le pugiliste utilise des cestes qui sont des gants constitués de lanières de cuir épais (ἱμάντες / himántes) enroulées autour des doigts et laissant libre le pouce, avec un crispin bordé de fourrure pour frapper plus fort et en même temps pour protéger ses mains,. Des points suggèrent les coutures sur les cestes.
|                                                        |
| Visage, avec les incrustations figurant les blessures. |

|              |
| Haut du dos. |

|        |
| Mains. |

|             |
| Bas du dos. |

|         |
| Jambes. |

|              |
| Pied gauche. |

## Interprétation

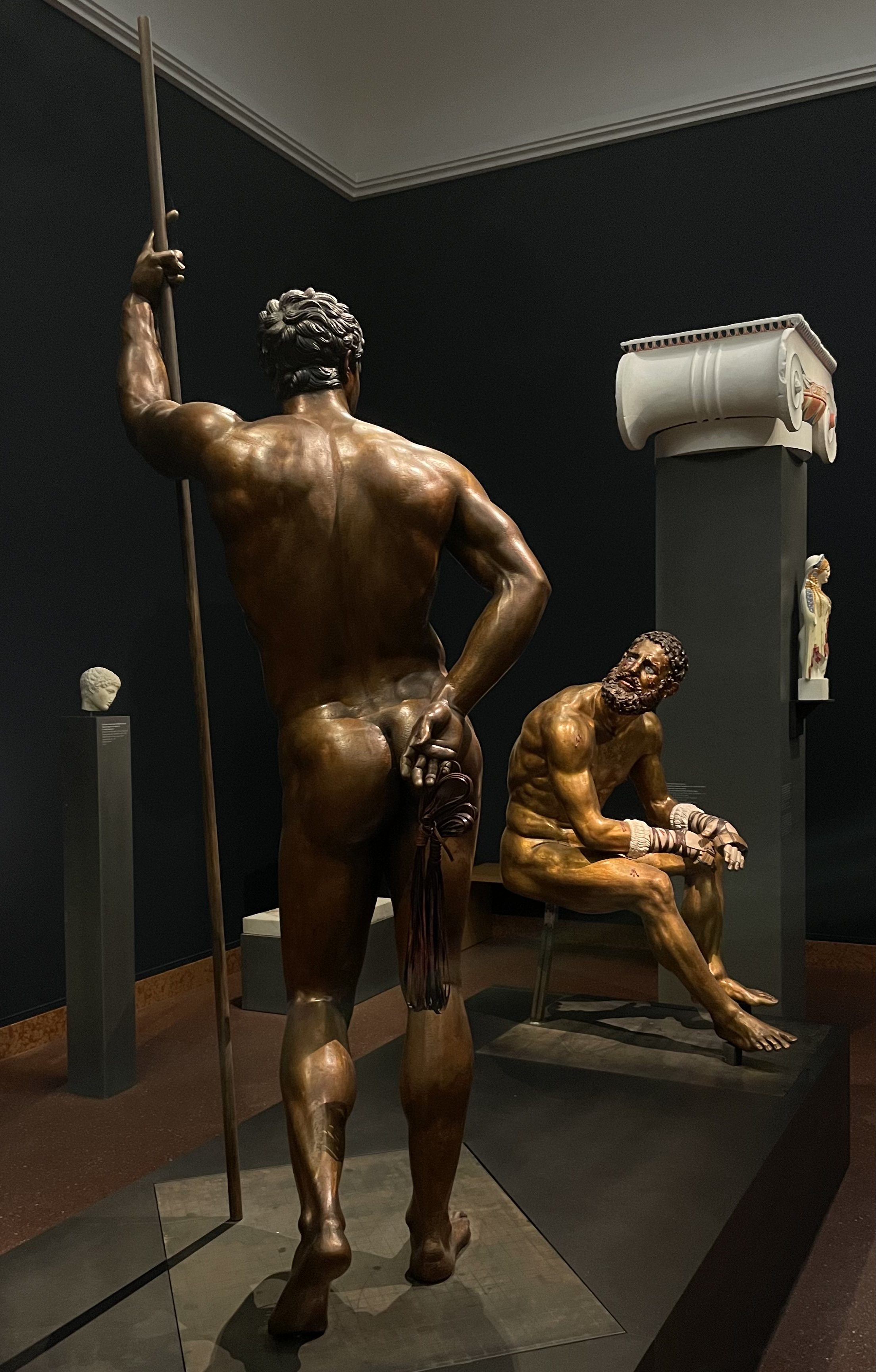
Reconstitution expérimentale du Pugiliste des Thermes et du Prince hellénistique, Liebieghaus Polychromy Research Project, Liebieghaus 2021.

Roland Ralph Redfern « Bert » Smith estime que la statue ne montre pas un vrai portrait mais qu'il s'agit d'un réalisme de genre, l'individualité supprimée au profit d'un personnage générique de « boxeur ».
Le pugiliste est également représenté barbu, ce qui semble être une caractéristique typique des boxeurs pendant l'Antiquité. Les Grecs anciens apprécient la boxe car pour eux elle représente la maîtrise de la civilisation sur la force brute.
Un nettoyage récent a mis en évidence des zones polies sur l'extrémité du pied droit et les gants et les doigts de la main gauche, caressées en signe de vénération et témoignant de la considération dont la statue a joui au cours des siècles.

## Reconstitution
Sur la base de nouvelles recherches scientifiques et archéologiques, le Liebieghaus Polychromy Research Project a créé une reconstruction polychrome expérimentale reproduisant le « Prince hellénistique » et le « Pugiliste des Thermes » (dénominations traditionnelles) comme éléments d'un groupe statuaire. Cette reconstitution a été dirigée par Vinzenz Brinkmann,. Ce groupe montre ainsi, vraisemblablement, le Dioscure Pollux et le roi Amycos, fils de Poséidon, après leur sanglant combat. Cette proposition de reconstruction avait déjà été développée en 1898 par Otto Rossbach, puis en 1945 par Phyllis Lehman Williams et Rhys Carpenter,,.

#### Ouvrages généraux
- (en) Helen Gardner et Fred S. Kleiner, Gardner's art through the ages : a global history, Wadsworth/Cengage Learning, 2013, 14e éd., 1184 p. (ISBN 978-0-8400-3078-8). .
- (en) Rodolfo Amedeo Lanciani, Ancient Rome in Light of Recent Discoveries, 1889, p. 305-306. .
- (it) Paolo Moreno, Lisippo : l'arte e la fortuna, Milan, Fabbri, 1995 (ISBN 88-450-5738-0), p. 97-102.
- (en) Roland Ralph Redfern « Bert » Smith (trad. Anne et Marie Duprat), La Sculpture hellénistique [« Hellenistic Sculpture »], Paris, Thames & Hudson, coll. « L'Univers de l'art », 1996 (1re éd. 1991) (ISBN 2-87811-107-9, lire en ligne), p. 54-55. .
- (en) Brunilde Sismondo Ridgway, Hellenistic Sculpture, vol. III : The Styles of ca. 100-31 B.C, Madison, University of Wisconsin Press, 2003 (ISBN 0-299-17710-6, lire en ligne), p. 84-86. .

#### Ouvrages spécialisés
- (en) Amelia Arenas, « The Boxer », Arion: A Journal of Humanities and the Classics, vol. 7, no 1,‎ 1999, p. 120-126. .
- (de) Vinzenz Brinkmann et Ulrike Koch-Brinkmann (trad. de l'allemand), « Die sogenannten Quirinalsbronzen und der Faustkampf von Amykos mit dem Argonauten Polydeukes. Ein archäologisches Experiment », dans Vinzenz Brinkmann, Medeas Liebe und die Jagd nach dem Goldenen Vlies, Francfort, Catalogue Liebieghaus Skulpturensammlung, Hirmer, 2018, p. 80-97. .
- (en) Rhys Carpenter, « Apollonios Nestorios », Memoirs of the American Academy in Rome, no 6,‎ 1927, p. 133-136. .
- (en) Rhys Carpenter, « The Identity of the Terme Ruler », American Journal of Archaeology, vol. 49,‎ 1945, p. 353-357. .
- (en) Margherita Guarducci, « Apollonio figlio di Nestore Ateniense e la statua del pugilatore seduto », Annuario della Scuola archeologica di Atene e delle Missioni italiane in Oriente, vol. 37-38,‎ 1960, p. 361-365. .
- (en) Seán Hemingway, « The Boxer: An Ancient Masterpiece Comes to the Met », The Metropolitan Museum of Art, New York,‎ 17 juin 2013 (lire en ligne, consulté le 7 mai 2022). .
- (de) Nikolaus Himmelmann, Herrscher und Athlet. Die Bronzen vom Quirinal, Milan, Olivetti, 1989.
- (it) Paolo Moreno, « Pugile delle Terme », Enciclopedia dell'arte antica classica e orientale: Secondo supplemento, Rome, Istituto della enciclopedia italiana,‎ 1996, p. 486 (lire en ligne, consulté le 25 avril 2022). .
- (en) Marina Piranomonte, The Baths of Caracalla : guide, Milan, Electa, 2008, 79 p. (ISBN 978-88-370-6302-3). .
- (en) Samuel Ball Platner (trad. de l'anglais), « Thermae Diocletiani », dans Samuel Ball Platner, A Topographical Dictionary of Ancient Rome, Londres, Oxford University Press, 1929. .
- (de) Otto Rossbach (trad. de l'allemand), « Amykos », dans A. Hölder, Festschrift für Otto Benndorf zu seinem 60. Geburtstage gewidmet von Schülern, Freunden und Fachgenossen, Vienne, 1898 (lire en ligne), p. 148-152. .
- (en) Phyllis Lehman Williams, « Aykos and the Dioskouroi », American Journal of Archaeology, vol. 49,‎ 1945, p. 330-347 (DOI 10.2307/499627). .